# Кулумбаев, Курманали
Курманали Кулумбаев (1898, Каракольский уезд, Семиреченская область, Российская империя — ?) — советский государственный деятель, председатель Главного Суда Киргизской АССР (1927).

## Биография
Родился в крестьянской семье. Окончил начальную сельскую школу.
С 1920 г. работал в партийных, советских органах.
- 1920—1921 г. — в Нарынском уездно-городском комитете КП(б) Туркестана,
- 1924—1925 гг. — заведующий организационным отделом Верненского комитета КП(б) Туркестана, заведующий организационным отделом Пишпекского окружного комитета РКП(б),
- 1926—1927 гг. — заместитель заведующего, заведующий организационным отделом Киргизского областного комитета РКП(б) — ВКП(б),
- 1927 г. — председатель Главного Суда Киргизской АССР.[1]

Репрессирован в 1937 г., реабилитирован в 1958 г.

## Примечание
1. ↑  Wayback Machine. web.archive.org (26 февраля 2017). Дата обращения: 14 августа 2023. Архивировано 26 февраля 2017 года.